# 卢森堡足球丙级联赛
卢森堡足球丙级联赛（法語：3. Division）是卢森堡足球联赛体系中的第5级别联赛。 